# しずなび
しずなび株式会社は、静岡県浜松市中央区に拠点を置く不動産会社である。2024年、静岡セキスイハイム不動産から社名変更した。

## 沿革
- 1988年：セキスイハイム東海（株）不動産事業部が発足。
- 1992年：積栄エステート東海（株）を設立。宅地建物取引業免許を取得。浜松を拠点として営業所を静岡市、沼津市に開設。セキスイハイム東海（株）の100％出資の子会社として静岡県全域を網羅した業務をスタート。セキスイハイム東海（株）の不動産部業務を移行。
- 1996年：賃貸管理戸数が1000件を突破。
- 1999年：賃貸管理戸数が2000件を突破。
- 2002年：賃貸管理戸数が3000件を突破。
- 2005年：賃貸管理戸数が4000件を突破。
- 2007年：静岡セキスイハイム不動産（株）に改称。静岡県不動産情報サイト「しずなび」を開設。
- 2008年：賃貸管理戸数が5000件を突破。
- 2009年：静岡市駿河区稲川に「静岡稲川店」を新設。
- 2010年：浜松市中央区砂山町に「浜松駅南店」を新設。
- 2011年：沼津市中沢田に「沼津バイパス店」を新設。マスコットキャラクター誕生。テレビCM放映開始。
- 2012年：「しずなび・安心サポート」をスタート。
- 2013年：静岡市葵区千代田に「静岡流通通り店」を新設。富士市永田町に「富士永田町店」を新設。
- 2015年：ゆるキャラグランプリ2015にて「しずな〜び」が企業・その他部門で1位。
- 2017年：浜松市中央区に「浜松ささがせ店」を新設。
- 2018年：介護施設紹介事業「しずなび介護なび」をスタートさせる。コインパーキング経営事業「しずなびパーキング」もスタート。
- 2023年：藤枝市高柳に「しずなび藤枝店」を新設。沼津市北高島町に「しずなび沼津店」を移転。
- 2024年：「しずなび」に社名変更。

## 企業理念
1. 快適な住まいと豊かな暮らしを、永きに亘り実現するために、圧倒的に優れた商品とサービスを提供します。
2. 時代を拓き、社会から支持される企業として無限の発展を続けます。
3. 社員に幸福をもたらし、誇りを持てる企業であり続けます。

## 事業拠点
- 本社 - 静岡県浜松市中央区砂山町325-20 水谷ビル3F
- 浜松駅南店 - 静岡県浜松市中央区砂山町325-20 水谷ビル1F
- 浜松東店 - 静岡県浜松市中央区篠ケ瀬町276-1
- 藤枝店 - 静岡県藤枝市高柳2丁目6-29
- 静岡稲川店 - 静岡県静岡市駿河区稲川1丁目4-13
- 静岡流通通り店 - 静岡県静岡市葵区千代田6丁目30-22
- 富士店 - 静岡県富士市永田町2-51-1
- 沼津店 - 静岡県沼津市北高島町21-42 くまたかビル1F